# Jon Ranes
Jon Ranes (* 2002) ist ein norwegischer Rapper, Sänger und Schauspieler. Als Rapper ist er auch unter den Künstlernamen Loverboy und UG.Loverboy bekannt und Mitglied der Band Undergrunn, die mehrere Nummer-eins-Hits in Norwegen erzielte.

## Leben

### Herkunft und Ausbildung
Ranes stammt aus Lille Tøyen in Oslo. Er ist der Sohn des Schauspielers Terje Ranes. Jon Ranes besuchte den Musikzweig der Edvard Munch videregående skole, einer weiterführenden Schule in Oslo.

### Schauspielkarriere
Im Jahr 2016 wirkte er an der Seite seines Vaters im Dokumentarfilm Offer eller spion mit. Als 15-Jähriger spielte er im norwegischen Film Pferde stehlen (Original: Ut og stjæle hester), bei dem Hans Petter Moland Regie führte, mit. Er übernahm dort die Rolle des jungen Trond. Beim norwegischen Filmpreis Amanda wurde im Jahr 2019 für die Rolle in der Kategorie des besten Hauptdarstellers nominiert. Als Schauspieler wurde Ranes unter anderem auch in der Serie Pørni tätig.
Im Theaterstück Til ungdommen, basierend auf dem gleichnamigen Buch von Linn Skåber, wirkte er am Oslo Nye Teater als Schauspieler und Komponist mit. Auch in der beim norwegischen Rundfunk Norsk rikskringkasting (NRK) ausgestrahlten Serie Flus war er als Schauspieler und Musiker tätig. Unter dem Künstlernamen UG.Loverboy war Ranes an Bomaye, einem für die Serie geschriebenen Lied, beteiligt. Im Dezember 2023 hatte der Kriegsfilm The Arctic Convoy – Todesfalle Eismeer mit Ranes in der Rolle des Sigurd Premiere.

### Musikkarriere
Gemeinsam mit Patrick Bakkeng, Gabriel Doria, Marcos Haugestad, Sverre Skogheim Gudmestad und Jo Almaas Marstein gründete er im Jahr 2017 die Rapgruppe Undergrunn (kurz UG). Diese veröffentlichte im Herbst 2018 ihre Debüt-EP UG Sommer. Mit seiner Band Undergrunn gab er parallel zu seiner Tätigkeit als Schauspieler weitere Singles und Alben heraus. Am Album Undergrunn, das den ersten Platz der norwegischen Albumcharts erreichen konnte, war er auch als Produzent beteiligt. Insgesamt konnte er mit seiner Band ab 2022 mehrere Nummer-eins-Hit erzielen.
Im September 2022 gab Ranes sein Debütalbum als Solokünstler heraus. Dieses erhielt den Titel Loverboy. Zuvor war Ranes bereits solo beim Festival by:Larm aufgetreten, hatte aber noch keine eigenen Lieder veröffentlicht. Neben Ranes gab zeitgleich der Undergrunn-Bandkollege Marstein sein Debütalbum heraus. Im Juni 2023 gab er die EP Loverboy & the Heartbreakers heraus.

## Stil und Rezeption
Ranes Debüt-EP wurde in Rezensionen musikalisch deutlich entfernt von der Rap-Musik seiner Band Undergrunn verortet. So wird er als Solokünstler als Liedermacher (visesanger) charakterisiert. Das Lied Trasige sko wurde in der Dagsavisen etwa durch melancholischen Gesang zu einer einfachen Klaviermelodie beschrieben.

## Auszeichnungen
- 2019: Amanda, Nominierung in der Kategorie „Bester Hauptdarsteller“ (für seine Rolle in Pferde stehlen)

## Filmografie (Auswahl)
- 2019: Pferde stehlen (Ut og stjæle hester)
- 2020: Atlantic Crossing (Fernsehserie, 1 Folge)
- 2021–20242: Pørni (Fernsehserie)
- 2022: Flus (Fernsehserie)
- 2023: The Arctic Convoy – Todesfalle Eismeer (Konvoi)

## Diskografie

### Alben
| Jahr | Titel    | Höchstplatzierung, Gesamtwochen, AuszeichnungChartsChartplatzierungen (Jahr, Titel, Platzierungen, Wochen, Auszeichnungen, Anmerkungen) | Anmerkungen                              |
| Jahr | Titel    | NO | Anmerkungen                              |
| ---- | -------- | --- | ---------------------------------------- |
| 2022 | Loverboy | NO2 Gold · (8 Wo.)NO | Erstveröffentlichung: 23. September 2022 |

### EPs
- 2023: Loverboy & the Heartbreakers

### Singles
| Jahr | Titel Album   | Höchstplatzierung, Gesamtwochen, AuszeichnungChartsChartplatzierungen (Jahr, Titel, Album, Platzierungen, Wochen, Auszeichnungen, Anmerkungen) | Anmerkungen                                   |
| Jahr | Titel Album   | NO | Anmerkungen                                   |
| --- | ------------- | --- | --------------------------------------------- |
| 2025 | Sover du –    | NO21 (1 Wo.)NO | Erstveröffentlichung: 24. Januar 2025 mit ULD |
| Folgende Lieder erschienen nicht als Single, wurden aber durch das Album zum Download und Streaming bereitgestellt und konnten somit eine Platzierung erlangen: |               | |                                               |
| |               | |                                               |
| 2022 | Blod Loverboy | NO11 Platin · (4 Wo.)NO |                                               |